# Claver Gatete
Claver Gatete (* 23. Mai 1962 in Mbarara, Uganda) ist ein ruandischer Diplomat und Politiker, der unter anderem mehrmals Minister war und seit 2022 Ständiger Vertreter bei den Vereinten Nationen ist.

## Leben
Claver Gatete begann nach dem Schulbesuch ein Studium der Agrarökonomie an der University of British Columbia (UBC), das er mit einem Bachelor of Science (B.Sc. Agricultural Economics) beendete. Ein ebenfalls an der UBC begonnenes darauf folgendes postgraduales Studium der Agrarökonomie schloss er mit einem Master of Science (M.Sc. Agricultural Economics) ab. Nach Abschluss seines Studiums arbeitete er zwischen 1991 und 1997 als Wirtschaftswissenschaftler in Kanada und war danach von 1997 bis 2000 als Ökonom beim Entwicklungsprogramm der Vereinten Nationen UNDP (United Nations Development Programme) in Ruanda beschäftigt. Im Oktober 2001 trat er als Mitarbeiter in das Büro von Staatspräsident Paul Kagame als dessen persönlicher Vertreter im Lenkungsausschuss der Neuen Partnerschaft für Afrikas Entwicklung (NEPAD). Gleichzeitig war er bis November 2003 Koordinator des National African Peer Review Mechanism (APRM) und Mitglied des African Partnership Forum (APF) der NEPAD. Im Anschluss war er von November 2003 bis November 2005 Staatssekretär der Finanzabteilung im Ministerium für Finanzen und Wirtschaftsplanung.
Im November 2005 wurde Gatete Botschafter im Vereinigten Königreich und war als solcher bis Dezember 2009 in Personalunion auch als Botschafter in Irland und Island mit Amtssitz in London akkreditiert. Nach seiner Rückkehr wurde er im Dezember 2009 zunächst Vizegouverneur der Banque Nationale du Rwanda, der Zentralbank der Republik Ruanda, und wurde daraufhin im Mai 2011 Nachfolger von François Kanimba Gouverneur der Banque Nationale du Rwanda. Diesen Posten hatte er bis Februar 2013 inne und wurde daraufhin von John Rwangombwa abgelöst. Er selbst wurde am 26. Februar 2013 im Zuge einer Regierungsumbildung als Nachfolger von John Rwangombwa Minister für Finanzen und Wirtschaftsplanung im Kabinett von Premierminister Pierre Habumuremyi und bekleidete dieses Amt auch in dem darauf folgenden Kabinett der Premierminister Anastase Murekezi (24. Juli 2014 bis 30. August 2017) sowie Édouard Ngirente (30. August 2017 bis 6. April 2018). Im Rahmen einer Kabinettsumbildung übernahm Uzziel Ndagijimana von ihm am 6. April 2018 das Amt als Minister für Finanzen und Wirtschaftsplanung, während er wiederum als Nachfolger von James Musoni Minister für Infrastruktur wurde.
2022 wurde Claver Gatete Ständiger Vertreter bei den Vereinten Nationen und überreichte am 28. März 2022 UN-Generalsekretär António Guterres sein Beglaubigungsschreiben. Im Oktober 2023 ernannte Guterres Gatete als Nachfolger von Vera Songwe zum Exekutivsekretär der Wirtschaftskommission für Afrika. Gatetes Nachfolger als Ständiger Vertreter Ruandas bei der UN wurde Ernest Rwamucyo.